# 周果
周果（？—？），號三蓼，湖广岳州府巴陵縣人。乙酉（1585年）二月初六日生。

## 生平
万历三十四年（1606年）丙午科湖广乡试第五十名举人，四十一年（1613年）癸丑科三甲二百四十五名進士，兵部觀政，四十二年授完县知县，四十三年順天府同考。
墓在落马桥。